# A Szuperdokik epizódjainak listája
A Szuperdokik (eredeti cím: Mighty Med) amerikai televíziós filmsorozat, amelyet Jim Bernstein és Andy Schwartz készített és az It's a Laugh Productions gyártott a Disney XD számára. A főszereplők Jake Short, Bradley Steven Perry, Paris Berelc, Devan Leon és Augie Isaac.

## Évados áttekintés
| Évad | Évad | Epizódok | Eredeti sugárzás  | Eredeti sugárzás     | Magyar sugárzás | Magyar sugárzás |
| Évad | Évad | Epizódok | Évadpremier       | Évadfinálé           | Évadpremier     | Évadfinálé      |
| ---- | ---- | -------- | ----------------- | -------------------- | --------------- | --------------- |
|      | 1    | 26       | 2013. október 7.  | 2014. szeptember 15. | 2014. május 18. | 2015. május 24. |
|      | 2    | 22       | 2014. október 20. | 2015. szeptember 9.  | 2015. május 31. | 2016. május 22. |

## Epizódok

### 1. évad
| #   | Eredeti cím                              | Magyar cím                       | Rendezte         | Írta                                  | Eredeti premier      | Magyar premier             |
| --- | ---------------------------------------- | -------------------------------- | ---------------- | ------------------------------------- | -------------------- | -------------------------- |
| 1.  | Saving the People Who Save People        | Az új dokik                      | Eric Dean Seaton | Jim Bernstein & Andy Schwartz         | 2013. október 7.     | 2014. május 18.            |
| 2.  | Saving the People Who Save People        | Az új dokik                      | Eric Dean Seaton | Jim Bernstein & Andy Schwartz         | 2013. október 7.     | 2014. május 18.            |
| 3.  | Frighty Med                              | Agy a baj                        | Eric Dean Seaton | Vincent Brown                         | 2013. október 14.    | 2014. május 25.            |
| 4.  | I, Normo                                 | Én, a Normo                      | Eric Dean Seaton | Clayton Sakoda & Ian Weinreich        | 2013. október 21.    | 2014. június 8.            |
| 5.  | Sm'oliver's Travels                      | Apróliver utazása                | Eric Dean Seaton | Mark Jordan Legan                     | 2013. október 28.    | 2014. június 15.           |
| 6.  | Pranks for Nothing                       | Csalárd csínytevők               | Jon Rosenbaum    | Clayton Sakoda & Ian Weinreich        | 2013. november 4.    | 2014. június 22.           |
| 7.  | It's Not the End of the World            | Ez még nem a világ vége!         | Jon Rosenbaum    | Jim Bernstein & Andy Schwartz         | 2013. november 11.   | 2014. június 29.           |
| 8.  | Evil Gus                                 | Gus, a szupergonosz              | Jon Rosenbaum    | Stephen Engel                         | 2014. január 13.     | 2014. július 6.            |
| 9.  | Alan's Reign of Terror                   | Alan diktatúrája                 | Sean Lambert     | Stephen Engel & Vincent Brown         | 2014. február 3.     | 2014. július 26.           |
| 10. | So You Think You Can Be a Sidekick       | Tecton segédje                   | Sean Lambert     | Jim Bernstein & Mark Jordan Legan     | 2014. február 10.    | 2014. augusztus 31.        |
| 11. | Lockdown                                 | Zárlat                           | Sean Lambert     | Stephen Engel & Vincent Brown         | 2014. február 24.    | 2014. szeptember 6.        |
| 12. | All That Kaz                             | Kazből is megárt a sok           | Sean Lambert     | Mark Jordan Legan & Andy Schwartz     | 2014. március 10.    | 2014. szeptember 13.       |
| 13. | The Friend of My Friend Is My Enemy      | Barátom barátja az én ellenségem | Rich Correll     | Jim Bernstein & Andy Schwartz         | 2014. március 24.    | 2014. szeptember 20.       |
| 14. | Atomic Blast from the Past               | Atomcsapás a múltból             | Jon Rosenbaum    | Clayton Sakoda & Ian Weinreich        | 2014. március 31.    | 2014. szeptember 27.       |
| 15. | Growing Pains                            | Korral járó gondok               | Jon Rosenbaum    | Stephen Engel & Mark Jordan Legan     | 2014. április 7.     | 2014. október 4.           |
| 16. | Night of the Living Nightmare            | Az élő rémálom éjszakája         | Adam Weissman    | Mark Jordan Legan & Vincent Brown     | 2014. április 14.    | 2014. október 11.          |
| 17. | Mighty Mad                               | Dr. Harag                        | Danny J. Boyle   | Stephen Engel & Mark Jordan Legan     | 2014. április 21.    | 2014. október 18.          |
| 18. | Fantasy League of Heroes                 | Hősök szuper szövetsége          | Alfonso Ribeiro  | Clayton Sakoda & Ian Weinreich        | 2014. június 9.      | 2022. június 14. (Disney+) |
| 19. | Copy Kaz                                 | A tökéletes másolat              | Alfonso Ribeiro  | Stephen Engel & Vincent Brown         | 2014. június 16.     | 2015. április 5.           |
| 20. | Guitar Superhero                         | A gitár(szuper)hős               | Rob Schiller     | Stephen Engel & Mark Jordan Legan     | 2014. június 23.     | 2015. április 12.          |
| 21. | Free Wi-Fi                               | Wi-Fi elszabadul                 | Jon Rosenbaum    | Jim Bernstein & Andy Schwartz         | 2014. június 30.     | 2015. április 19.          |
| 22. | Two Writers Make a Wrong                 | Két firkász nagy bajt csinál     | Rob Schiller     | Clayton Sakoda & Ian Weinreich        | 2014. július 7.      | 2015. április 26.          |
| 23. | Are You Afraid of the Shark?             | Cápamese                         | Adam Weissman    | Vincent Brown                         | 2014. július 18.     | 2014. október 25.          |
| 24. | The Pen Is Mighty Med-ier Than the Sword | Kinek nem a tolla...             | Stephen Engel    | Amanda Steinhoff & Sarah Jeanne Terry | 2014. július 21.     | 2015. május 10.            |
| 25. | There's a Storm Coming                   | Vihar közeledik                  | Rich Correll     | Jim Bernstein & Andy Schwartz         | 2014. szeptember 15. | 2015. május 17.            |
| 26. | There's a Storm Coming                   | Vihar közeledik                  | Rich Correll     | Jim Bernstein & Andy Schwartz         | 2014. szeptember 15. | 2015. május 24.            |

### 2. évad
| #   | Eredeti cím                        | Magyar cím                                 | Rendezte           | Írta                                  | Eredeti premier     | Magyar premier       |
| --- | ---------------------------------- | ------------------------------------------ | ------------------ | ------------------------------------- | ------------------- | -------------------- |
| 1.  | How the Mighty Med Have Fallen     | A Hős Med összeomlása                      | Rich Correll       | Jim Bernstein & Andy Schwartz         | 2014. október 20.   | 2015. május 31.      |
| 2.  | How the Mighty Med Have Fallen     | A Hős Med összeomlása                      | Rich Correll       | Jim Bernstein & Andy Schwartz         | 2014. október 20.   | 2015. június 7.      |
| 3.  | Lair, Lair                         | Terjed a gonosz                            | Rich Correll       | Mark Jordan Legan & Vincent Brown     | 2014. október 24.   | 2015. június 14.     |
| 4.  | Mighty Mole                        | A Hős Med vakondja                         | Rob Schiller       | Clayton Sadoka & Ian Weinreich        | 2014. november 3.   | 2015. június 21.     |
| 5.  | The Claw Prank Redemption          | Az igazi normó diák                        | Rob Schiller       | Stephen Engel & Vincent Brown         | 2014. november 10.  | 2015. június 28.     |
| 6.  | Do You Want to Build a Lava Man?   | Építsünk lávaembert!                       | Jody Margolin Hahn | Stephen Engel & Mark Jordan Legan     | 2014. december 1.   | 2016. május 14.      |
| 7.  | Storm's End                        | Elvonul a vihar                            | Jody Margolin Hahn | Jim Bernstein & Andy Schwartz         | 2015. január 5.     | 2016. május 15.      |
| 8.  | Future Tense                       | Látogató a jövőből                         | Jon Rosenbaum      | Clayton Sakoda & Ian Weinreich        | 2015. január 12.    | 2015. szeptember 6.  |
| 9.  | Stop Bugging Me                    | Oliver, a bogaras                          | Jon Rosenbaum      | Mark Jordan Legan & Vincent Brown     | 2015. március 4.    | 2015. szeptember 13. |
| 10. | Less Than Hero                     | Kaz-csinálta hős                           | Jon Rosenbaum      | Jim Bernstein & Mark Jordan Legan     | 2015. március 11.   | 2015. szeptember 27. |
| 11. | Oliver Hatches the Eggs            | Oliver, a kismama                          | Linda Mendoza      | Stephen Engel & Vincent Brown         | 2015. március 25.   | 2015. október 4.     |
| 12. | Sparks Fly                         | Pattogó Szikra                             | Adam Weissman      | Stephen Engel & Andy Schwartz         | 2015. április 1.    | 2016. február 19.    |
| 13. | Wallace and Clyde: A Grand Day Out | Wallace és Clyde nagy szabadnapja          | Rich Correll       | Jim Bernstein & Mark Jordan Legan     | 2015. április 7.    | 2016. május 11.      |
| 14. | The Key to Being a Hero            | A hősiesség kulcsa                         | Adam Weissman      | Stephen Engel & Andy Schwartz         | 2015. április 15.   | 2016. május 10.      |
| 15. | New Kids Are the Docs              | Az új srácok                               | Stephen Engel      | Kenny Byerly                          | 2015. július 1.     | 2016. május 19.      |
| 16. | It's a Matter of Principal         | A félelmetes diri bá                       | Gregory Hobson     | Stephen Engel & Vincent Brown         | 2015. július 8.     | 2016. május 12.      |
| 17. | Living the Dream                   | Az álom                                    | Shannon Flynn      | Stephen Engel & Vincent Brown         | 2015. július 15.    | 2016. május 13.      |
| 18. | Lab Rats vs. Mighty Med (Part 2)   | Laborpatkányok kontra Szuperdokik, 2. rész | Rich Correll       | Clayton Sakoda & Ian Weinreich        | 2015. július 22.    | 2016. május 20.      |
| 19. | Thanks for the Memory Drives       | Kösz a meghajtókat!                        | Rich Correll       | Stephen Engel & Mark Jordan Legan     | 2015. augusztus 12. | 2016. május 17.      |
| 20. | The Dirt on Kaz & Skylar           | Porhintés                                  | Linda Mendoza      | Amanda Steinhoff & Sarah Jeanne Terry | 2015. augusztus 19. | 2016. május 18.      |
| 21. | The Mother of All Villains         | Minden gonoszok anyja                      | Rich Correll       | Mark Jordan Legan & Vincent Brown     | 2015. szeptember 9. | 2016. május 21.      |
| 22. | The Mother of All Villains         | Minden gonoszok anyja                      | Rich Correll       | Jim Bernstein & Andy Schwartz         | 2015. szeptember 9. | 2016. május 22.      |